# Référendum constitutionnel ivoirien de 2016
Le Référendum constitutionnel ivoirien de 2016 a lieu le 30 octobre 2016 afin de permettre à la population de Côte d'Ivoire de se prononcer sur l'adoption d'une nouvelle constitution,.
Le nouveau texte constitutionnel est approuvé par une large majorité de 93,42 % des suffrages exprimés, pour un taux de participation de 42,42 %. Le résultat conduit à la promulgation de la nouvelle constitution par le président Alassane Ouattara le 8 novembre 2016, date à laquelle la Côte d'Ivoire passe à la Troisième République.

## Contenu

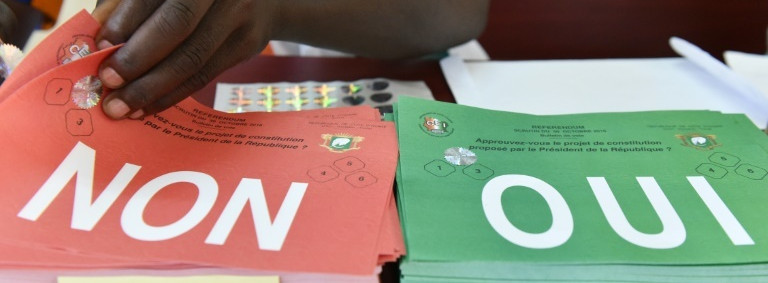
Bulletins de vote

La nouvelle constitution propose plusieurs changements par rapport à la constitution de 2000, notamment la suppression de plusieurs critères d'éligibilité pour le poste de président : la limite d'âge pour se présenter, auparavant fixée à 75 ans, disparaît, tandis que l'âge minimum est abaissé à 35 ans (art. 55).
Là où l'ancienne constitution imposait qu'un candidat soit « exclusivement de nationalité ivoirienne, né de père et de mère eux-mêmes ivoiriens d'origine », la nouvelle constitution remplace cette condition par « nés de père ou de mère ». Un seul des parents d'un candidat présidentiel a maintenant besoin de posséder la nationalité ivoirienne de naissance et ils ont maintenant la possibilité d'avoir eu une autre citoyenneté. Le candidat lui-même peut également avoir eu une autre nationalité, mais doit y renoncer avant de soumettre sa candidature.
Le poste de vice-président est créé. Il est élu en même temps que le président et lui succède en cas de vacance du pouvoir. Pour le mandat d'Alassane Ouattara, élu avant cette modification, le vice-président sera exceptionnellement nommé par le président (art. 179).
Un Sénat est également créé, transformant alors le système parlementaire ivoirien en système bicaméral. Les deux tiers du Sénat seront élus pour cinq ans en même temps que les députés et le Président et son Vice-président, tandis que le reste du Sénat sera nommé par le président « parmi les anciens présidents d'institution, les anciens Premiers ministres. et les personnalités et compétences nationales » (art. 87)
La Chambre des rois et chefs traditionnels, déjà existante, est inscrite dans la constitution. Elle se voit chargée de « la valorisation des us et coutumes » et de la « promotion des idéaux de paix ».
Enfin, la nouvelle constitution allège considérablement ses conditions de révision. La mention « Est obligatoirement soumis au référendum le projet ou la proposition de révision ayant pour objet l'élection du président de la République, l'exercice du mandat présidentiel, la vacance de la présidence de la République et la procédure de révision de la présente constitution » est supprimée. Un président peut désormais faire adopter des révisions de la constitution dans ces domaines par voie parlementaire, à la majorité des deux tiers des membres du Congrès (art.177).

## Campagne
L'Alliance des forces démocratiques (AFD), dominée par le Front populaire ivoirien (FPI) de l'ancien président Laurent Gbagbo, est opposée à la tenue du référendum.
La constitution est soutenue par le Rassemblement des houphouëtistes pour la démocratie et la paix, une alliance composée du Rassemblement des républicains, du Parti démocratique de Côte d’Ivoire, de l'Union pour la démocratie en Côte d’Ivoire, du Mouvement des forces d’avenir et de l'Union pour la Côte d’Ivoire, et par d'autres partis parlementaires comme le Parti ivoirien des travailleurs.

## Résultats
Les premiers résultats provisoires sont annoncés par la Commission électorale indépendante (CEI) au soir du 31 octobre. Les résultats définitifs sont rendus public le lendemain, et promulgués officiellement par le Conseil constitutionnel le 4 novembre suivant.
| Choix                  | Votes     | %     |
| ---------------------- | --------- | ----- |
| Pour                   | 2 480 287 | 93,42 |
| Contre                 | 174 714   | 6,58  |
|                        |           |       |
| Votes valides          | 2 655 001 | 99,12 |
| Votes blancs           | 8 366     | 0,31  |
| Votes invalides        | 15 234    | 0,57  |
| Total                  | 2 678 601 | 100   |
| Abstention             | 3 635 157 | 57,58 |
| Inscrits/Participation | 6 313 758 | 42,42 |

## Résultats par région
| Région/pays           | Départements                            | Nombre d'inscrits | Nombre de votants | Suffrages exprimés | Taux de participation | Suffrages exprimés pour le oui | %       | Suffrages exprimés pour le non | %       |
| --------------------- | --------------------------------------- | ----------------- | ----------------- | ------------------ | --------------------- | ------------------------------ | ------- | ------------------------------ | ------- |
| Iffou                 | Daoukro, M’Bahiakro, Prikro             | 99 923            | 38 619            | 30 070             | 38,65 %               | 35 931                         | 93,04 % | 2 139                          | 6,96 %  |
| Agnéby-Tiassa         | Agboville, Sikensi, Taabo, Tiassalé     | 194 098           | 86 064            | 84 390             | 44,34 %               | 67 411                         | 79,88 % | 16 979                         | 20,12 % |
| Bagoué[Quoi ?]        | Boundiali, Kouto, Tengréla              | 98 382            | 63 767            | 63 218             | 64,82 %               | 62 654                         | 98,81 % | 564                            | 7,19 %  |
| La Mé                 | Adzopé, Akoupé, Alépé, Yakassé-Attobrou | 168 089           | 101 156           | 99 244             | 60,18 %               | 78 357                         | 78,95 % | 20 887                         | 21,05 % |
| Bounkani              | Bouna, Doropo, Nassian, Téhini          | 53 572            | 26 966            | 26 484             | 50,34 %               | 25 482                         | 97,80 % | 1002                           | 2,20 %  |
| Hambol                | Dabakala, Katiola, Niakaramadougou      | 112 567           | 69 526            | 68 898             | 61,76 %               | 67 994                         | 99,30 % | 904                            | 0,70 %  |
| Grande-Bretagne (sic) | -                                       | 2 214             | 169               | 169                | 7,63 %                | 161                            | 95,27 % | 8                              | 4,73 %  |
| Gabon[Quoi ?]         | -                                       | 3 463             | 924               | 918                | 26,68 %               | 882                            | 95,45 % | 36                             | 3,90 %  |
| Mali                  | -                                       | 2 247             | 320               | 319                | 14,24 %               | 274                            | 85,89 % | 45                             | 14,11 % |
| Sénégal               | -                                       | 2 353             | 206               | 206                | 8,75 %                | 162                            | 78,64 % | 44                             | 21,36 % |
| Belgique              | -                                       | 1 035             | 110               | 108                | 10,63 %               | 89                             | 82,4 %  | 19                             | 17,6 %  |
| Italie                | -                                       | 4 775             | 626               | 621                | 13,11 %               | 555                            | 89,37 % | 66                             | 10,63 % |
| Canada                | -                                       | 1 560             | 72                | 71                 | 4,62 %                | 55                             | 77,46 % | 16                             | 22,54 % |
| Burkina Faso          | -                                       | 440               | 33                | 33                 | 7,5 %                 | 28                             | 84 %    | 5                              | 16 %    |
| Afrique du Sud        | -                                       | 574               | 359               | 358                | 62,54 %               | 344                            | 96,09 % | 14                             | 3,91 %  |